# Cadorago
Cadorago är en ort och kommun i provinsen Como i regionen Lombardiet i Italien. Kommunen hade 7 995 invånare (2018).